# Kaspar von Schmid
Kaspar von Schmid (* 1622; † 3. September 1693 in Schönbrunn) war kurfürstlich bayerischer Geheimer Ratskanzler und Konferenzrat.

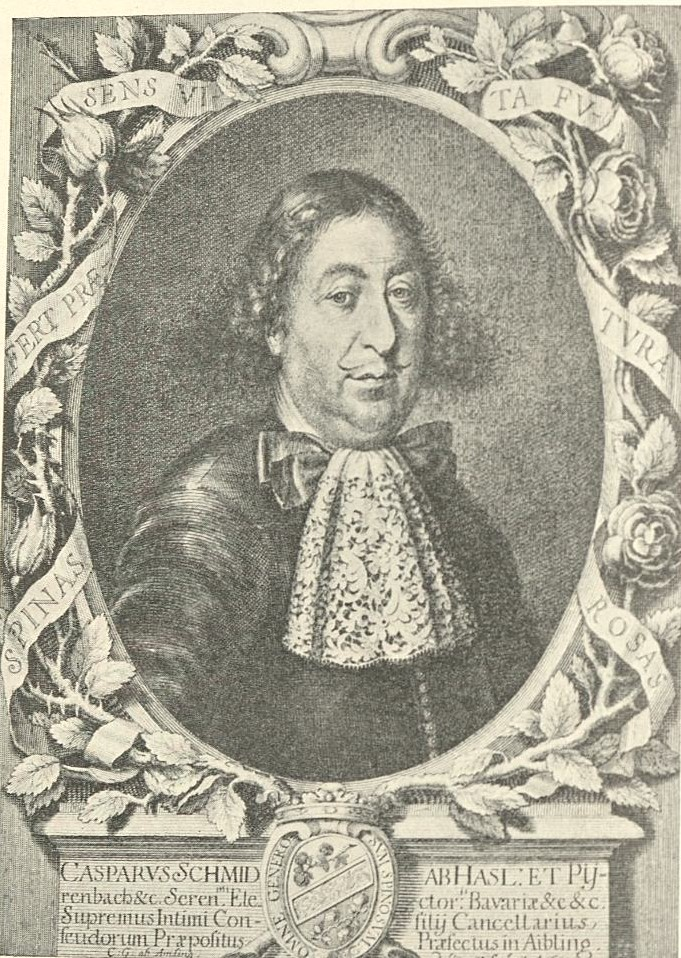
Carl Gustav von Amling: Kaspar von Schmid

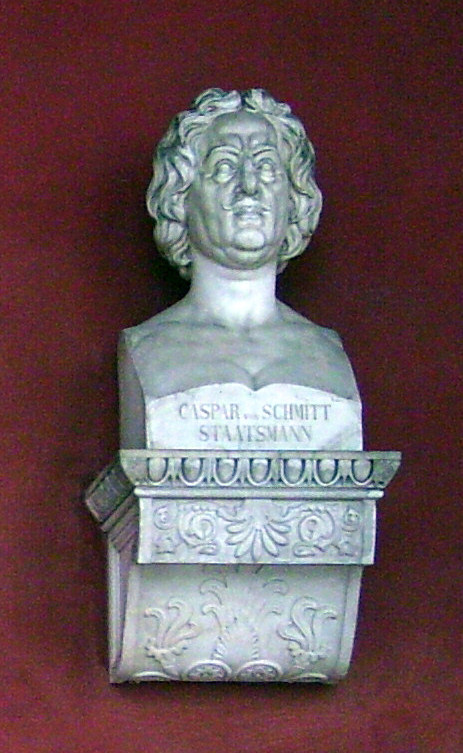
Büste in der Ruhmeshalle in München

## Leben
Kaspar von Schmid war Sohn des Martin Joseph von Schmid. Er absolvierte 1643 das Jesuitengymnasium München (heute: Wilhelmsgymnasium München) und studierte dann Jura an der Universität Ingolstadt. 1650 wurde er zum ersten Mal als „Doctor beider Rechte und Regimentsrath in Straubing“ erwähnt, 1651 erschien er als Mitglied des bayerischen Hofrats. 
Ein Schwerpunkt seiner Arbeit lag auf der Fortentwicklung des Landrechts, ein anderer auf der Wiederherstellung der staatlichen Finanzen. Er war eine Stütze der absolutistischen Vorstellungen des Kurfürsten gegen die Landstände, deren Rechte er nur als gewährte Privilegien ansah. Mit Korbinian von Prielmayr entwickelte er nach 1662 die frankreichfreundliche Neutralitätspolitik unter Ferdinand Maria, die Bayerns außenpolitische Richtung bis 1683 bestimmte und den Frieden sicherte. Er kümmerte sich auch um eine straffe, einheitliche Landesverwaltung. 1679 wurde auf ihn ein erfolgloses Attentat verübt. 
Anfang 1683 musste er sein Staatsamt weitgehend aufgeben, als sich Bayern mit einer neuen Allianz Österreich wieder annäherte. Am 11. März 1688 wurde er als kurfürstlich bayerischer Geheimer Ratskanzler, Lehens-Propst und Pfleger von Aibling in den kurfürstlich bayerischen Freiherrnstand erhoben. Er war Herr auf Haslbach und Pirnbach. Die Pflegschaft von Aibling blieb bis 1800 in der Familie.
Sein Nachfolger als Oberlehenspropst und Kanzler des Geheimen Rats wurde Johann Rudolf von Wämpl. Seit 1691 erledigte Wämpl als Geheimer Ratsvizekanzler die Geschäfte in der Geheimen Ratskanzlei, doch wurde er auch nach dem Tode Schmids 1693 von Kurfürst Max Emanuel nicht zum Geheimen Ratskanzler ernannt.
Schmids Sohn Franz Kaspar von Schmid Freiherr von Haslbach und Piernbach (* 1658; † 1721) unterstützte den bayerischen Volksaufstand von 1705, ohne dabei eine entscheidende Rolle einzunehmen.